# Deuxième Bureau
Deuxième Bureau (pełna nazwa: Deuxième Bureau de l'État-major général, Drugie Biuro Sztabu Generalnego) – biuro francuskiego wywiadu wojskowego wchodzące w skład sztabu generalnego, utworzone po wojnie francusko-pruskiej w 1871 roku.

## Utworzenie DB
Deuxième Bureau (DB) utworzone zostało w 1871 roku, po reorganizacji francuskiego sztabu generalnego, na wzór armii pruskiej.

## Zadania DB
Deuxième Bureau wypełniało typowe zadania wywiadu i kontrwywiadu wojskowego. DB (kryptonim: dwójka) podczas I wojny światowej zajmowała się także wywiadem frontowym. W marcu 1918 roku ówczesny szef DB stwierdził:
Jestem najlepiej poinformowanym człowiekiem we Francji, a w tej chwili wciąż nie mam pojęcia, gdzie znajdują się Niemcy.

## Lata międzywojenne
Po I wojnie światowej rządy Francji, Stanów Zjednoczonych i Wielkiej Brytanii za największe zagrożenie uważały bolszewizm. W latach 20. i 30., DB zajmowało się przede wszystkim polowaniem na szpiegów komunistycznych w siłach zbrojnych i przemyśle obronnym. Największą uwagę zwracano na przemysł lotniczy. Jedną z czołowych osób DB w okresie międzywojennym był Gustave Bertrand, szef francuskich służb kryptologicznych i czołowy kryptolog francuski z okresu II wojny światowej. W 1930 roku Bertrand objął kierownictwo nad Służbą Informacyjną (SR) i podjął się tytanicznego zadania, którym było złamanie szyfru Enigmy. Bertrand miał bardzo ważne źródło informacji, od 1931 roku nawiązał współpracę z Hansem-Thilo Schmidtem, agentem francuskim pracującym w niemieckim wojskowym biurze szyfrów. Han-Thilo Schmidt, pseudonim Asche, dostarczał mu bezcenne dokumenty na temat Enigmy. Do obowiązków Schmidta w niemieckim wojskowym biurze szyfrów należała m.in. dystrybucja materiałów dekryptażu wśród odbiorców i nadzór nad niszczeniem zdezaktualizowanych materiałów kryptologicznych.
Po otrzymaniu tajnych materiałów Gustave Bertrand natychmiast przekazał je polskiemu Biuru Szyfrów przy Oddziale II Sztabu Generalnego i kryptologom brytyjskim. (Według źródeł polskich biuro otrzymało je 7 grudnia 1931 roku, lecz większość innych źródeł przesuwa datę na 1932 rok.)

## II wojna światowa
W czasie krótkiej kampanii francuskiej w 1940 roku DB dostarczało dowództwu francuskiemu wysokiej jakości informacji wywiadowczych. Nie mogło to jednak w żaden sposób pomóc armii francuskiej i brytyjskiemu Korpusowi Ekspedycyjnemu. Choć agenci Deuxième Bureau informowali dowództwo francuskie o grożącej inwazji niemieckiej, francuska generalizacja ignorowała informacje wywiadu, czując się bezpiecznie i pewnie za potężnymi umocnieniami Linii Maginota.
1 lipca 1940, z inicjatywy przewodniczącego Komitetu Wolnej Francji, odtworzył Drugie Biuro Sztabu Generalnego pod kierownictwem płk. André Dewavrina (krypt. "Passy"). Wywiad Wolnej Francji kilkukrotnie zmieniał nazwę:
- Drugie Biuro (Deuxième Bureau) – 1 lipca 1940
- Służby Specjalne (Service de Renseignements; SR) – 15 kwietnia 1941
- Centralne Biuro Wywiadu i Działalności Wojskowej (Bureau Central de Renseignements et d’Action Militaire; BCRAM) – 17 stycznia 1942
- Centralne Biuro Wywiadu i Działania (Bureau Central de Renseignements et d’Action; BCRA) – 1 września 1942

Wywiad współpracował z brytyjską MI6 oraz utworzoną w 1941 sekcją RF SOE. Głównym jego zadaniem było tworzenie siatek wywiadowczych mających za zadanie zbieranie informacji nt. organizacji Niemców w strefie okupowanej, organizacja dywersji oraz podporządkowywanie Ruchu Oporu władzom na obczyźnie. Pierwszym agentem wysłanym przez wywiad gaullistowski do okupowanej Francji był por. Jacques Mansion (17 lipca 1940). Do najbardziej znanych wysłanników zaliczani są płk Gilbert Renault ps. "Rémy" i mjr Pierre Brossolette.
24 czerwca 1940 na tajnym spotkaniu w Agen grupa oficerów kontrwywiadu byłej III Republiki pod przewodnictwem płk Louis Riveta i kpt. Paula Paillole’a przysięgła kontynuować swoją działalność mimo decyzji rządu Marsz. Philippe'a Petaina tworząc organizację funkcjonującą w wolnej strefie pod przykrywką fasadowego Przedsiębiorstwa Prac Agrarnych (Entreprise des Travaux Ruraux). Po rozpoczęciu okupacji południa Francji w 1942 Paillole przedostał się przez Hiszpanię do Londynu a następnie do Algieru, gdzie został w stopniu major szefem wywiadu w sztabie gen. Henri Giraud, głównego rywala gen. de Gaulle'a.
Wraz z powstaniem 3 czerwca 1943 Francuskiego Komitetu Wyzwolenia Narodowego (Francja Walcząca) i połączenia Sił Wolnych Francuzów z Armią Afryki we Francuską Armię Wyzwolenia podjęto próby scalenia funkcjonujących osobo londyńskiego BCRA i algierskiego wywiadu giraudyjskiego. Dekretem z 19 listopada 1943 powołana została do życia Generalny Dyrekcja Służb Specjalnych (Direction Générale des Services Spéciaux; DGSS), na której czele stanął Jacques Soustelle. 26 października 1944 zastąpiła ją Direction Générale des Études et Recherches (DGER).

## Lata powojenne
Po zakończeniu II wojny światowej i odrodzeniu się armii francuskiej Deuxième Bureau zostało zorganizowane ponownie. DB przejęło obowiązki zarówno klasycznego wywiadu wojskowego, jak i paramilitarnej tajnej służby, działającej przeważnie w koloniach buntujących się przeciwko rządom francuskim. DB najbardziej aktywne było w Indochinach. Tam często dochodziło do nieporozumień i rywalizacji z niedawno utworzoną agencją wywiadu: Służbą Dokumentacji Wywiadu i Kontrwywiadu – SDECE. Po wycofaniu się wojsk francuskich z Wietnamu części kadry oficerskiej DB i SDECE kontynuowała rozpoczętą wcześniej współpracę ze znaną sajgońską organizacją przestępczą Bình Xuyên. Oficerowie DB i SDECE byli zamieszani w przemyt opium i złota z Wietnamu do Europy. Po znacznym zwiększeniu obecności Stanów Zjednoczonych i ich służb wywiadowczych, a zwłaszcza CIA, w Wietnamie dochodziło do ostrych sporów między Centralną Agencją Wywiadowczą a DB oraz SDECE. Wieloletni oficer wywiadu amerykańskiego CIA Edward Lansdale, który służył jeszcze w Biurze Służb Strategicznych OSS w Europie i na Pacyfiku podczas II wojny światowej dokonywał w Wietnamie tzw. rajdów, przeciwko oficerom wywiadu francuskiego i organizacji Bình Xuyên, wiedząc że oprócz interesów handlowych zbiera ona informacje wywiadowcze dla Deuxième Bureau.

## Wojna w Algierii
Podczas powstania w Algierii działające tam Deuxième Bureau wraz ze SDECE wykazały się strasznym okrucieństwem wobec powstańców. Stosowano tzw. czyste tortury, a więc nie pozostawiające śladów – obowiązujące formalnie od 1789 roku prawo zabraniało stosowania jakichkolwiek tortur wobec przesłuchiwanych pod groźbą kary śmierci. Walki między powstańcami z frontu Wyzwolenia (FLN) a wojskiem francuskim częstokroć przeradzały się w masakrę. Front Wyzwolenia grożąc śmiercią wszystkim, którzy opowiadali się za współpracą z Francuzami, rozpętywał na masową skalę terror. Obie strony dokonywały bestialskich zabójstw, na drogach znajdowano zwłoki bez głów, które z przylepioną kartką "zdrajca" wieszano na gałęziach lub ustawiano na jezdni. Znajdowano rozpłatane zwłoki dzieci i zmasakrowane ciała kobiet. W odwecie francuscy spadochroniarze wraz z oficerami Deuxième Bureau i SDECE zabili wszystkich przetrzymywanych Arabów i uśmiercili 1273 powstańców. Podczas przesłuchań funkcjonariusze zarówno DB jak i SDECE stosowali tortury, aby uzyskać informacje o powstańcach. Po pewnym czasie nie zwracano już uwagi na charakter tortur, celem stało się uzyskanie zeznań. Palono całe wioski jeśli tylko padło na nie podejrzenie, że popierają powstańców. W większości tych akcji obok funkcjonariuszy SDECE uczestniczyli również oficerowie DB.

## Lata obecne
Obecnie zadaniem dawnego Deuxième Bureau jest analiza danych, koordynacja, komórek organizacyjnych rozpoznania, wywiadu wojskowego Armii lądu, Marynarki narodowej i Armée de l’air, w tym informacji pochodzących od attaché wojskowych. Deuxième Bureau kieruje także ośrodkiem wykorzystania Danych wywiadu Naukowego i Technicznego, oraz Ośrodkiem Badań Wywiadowczych. Od 1992 roku podlega Direction du Renseignement Militaire (Dyrekcji Wywiadu Wojskowego).